# بخش کامپتون، شهرستان دم اوتر، مینه سوتا
بخش کامپتون (به انگلیسی: Compton Township) یک منطقهٔ مسکونی در ایالات متحده آمریکا است که در شهرستان اوتر تیل، مینه‌سوتا واقع شده‌است.
 بخش کامپتون ۹۲٫۵ کیلومتر مربع مساحت و ۷۹۹ نفر جمعیت دارد و ۴۲۰ متر بالاتر از سطح دریا واقع شده‌است.